# 73
Glej tudi: število 73
73 (LXXIII) je bilo navadno leto, ki se je po julijanskem koledarju začelo na petek.

## Dogodki
- 1. januar